# Adbaston
Adbaston es una parroquia civil y un pueblo del distrito de Stafford, en el condado de Staffordshire (Inglaterra).

## Geografía
Según la Oficina Nacional de Estadística británica, Adbaston tiene una superficie de 20,21 km².

## Demografía
Según el censo de 2001, Adbaston tenía 556 habitantes (50,36% varones, 49,64% mujeres) y una densidad de población de 27,51 hab/km². El 19,06% eran menores de 16 años, el 74,1% tenían entre 16 y 74, y el 6,83% eran mayores de 74. La media de edad era de 41,92 años. Del total de habitantes con 16 o más años, el 20,44% estaban solteros, el 63,33% casados, y el 16,22% divorciados o viudos.
Todos los habitantes eran de raza blanca y la mayor parte (97,12%) originarios del Reino Unido. El resto de países europeos englobaban al 1,26% de la población, mientras que el 1,62% había nacido en cualquier otro lugar. El cristianismo era profesado por el 84,68%, mientras que el 7,03% no eran religiosos y el 8,29% no marcaron ninguna opción en el censo.
Había 219 hogares con residentes, 9 vacíos, y 3 eran alojamientos vacacionales o segundas residencias.